# 111
Het jaar 111 is het 11e jaar in de 2e eeuw volgens de christelijke jaartelling.

## Gebeurtenissen

### Italië
- Plinius de Jongere bericht in een brief aan keizer Trajanus over zijn vorderingen in de vervolging en bestraffing van de christenen in Pontus et Bithynia.

## Geboren
- Antinoüs, Griekse geliefde van keizer Hadrianus (overleden 130)